# Mesa del Caballo, Arizona
Mesa del Caballo je naseljeno područje za statističke svrhe u američkoj saveznoj državi Arizona. Prema popisu stanovništva iz 2010. u njemu je živjelo 765 stanovnika.